# Patrick Howard Nowell-Smith
Patrick Horace Nowell-Smith, född den 17 augusti 1914 Dorset, död den 16 februari 2006, var en engelsk filosof och representant för den så kallade Oxfordskolan.

## Biografi
Nowell-Smith var son till dåvarande rektorn vid Sherborne School i Dorset och tidigare lärare vid New College, Oxford. Han började studera i Winchester och fick 1933 ett stipendium till New College. Där tog han en grundexamen 1937 för att sedan som stipendiat ta en magisterexamen vid Harvard 1939.
Under andra världskriget tjänstgjorde han som major i Royal Indian Army Service Corps och avslutade på staben i Bangalore med att organisera matförsörjning för återvändande soldater och krigsfångar.
År 1946 började han arbeta vid Trinity College, Oxford, och skrev boken Ethics som publicerades av Penguin 1954 och senare i inbunden form av Blackwells, med en mycket stor försäljning. Ethics var ett försök att analysera begrepp och struktur i moraliskt tänkande, skrivet på en klar och precis prosa. I boken introducerade han begreppet ”kontextuell implikation” (=outsagd förutsättning av icke-logisk art, som framgår av det språkliga sammanhanget).
Nowell-Smith blev professor i filosofi vid universitetet i Leicester 1957. År 1964 flyttade han till det då nya universitetet i Kent Canterbury. Han gjorde sig känd, och även kritiserad, för sina informella relationer med sina elever. Efter att ha gift sig med en av dem flyttade de till York University i Toronto där han blev professor emeritus 1985.